# Joannici kłodzcy
Kłodzcy joannici

## Rys historyczny
Uzyskanie prawa patronatu nad kościołem i korzystanie z przynależnych dochodów z posiadanych dóbr ziemskich w danej miejscowości nie przesądzało o obecności w niej joannitów. Z dużym prawdopodobieństwem można przyjąć, że donacje dla zakonu dokonywane przez władców Czech w nowo powstających ośrodkach miejskich miały zachęcić joannitów do utworzenia w nim nowej placówki. W przeciwieństwie do rozpowszechnionego przekonania, ze kłodzka komandoria joannitów powstała w XII wieku, obecnie przyjmuje się, że miało to miejsce między 1274 a 1278 rokiem, z którego pochodzi pierwsza informacja o kłodzkim komturze.
Być może joannitą był też, wzmiankowany bezimiennie w 1268 r., proboszcz kaplicy NMP, co nie zmienia faktu, że rzeczona komandoria powstała kilkadziesiąt lat później od daty pierwszej historycznej wzmianki o kłodzkich joannitach.
Jest to dokument wydany w 1186 r. przez biskupa praskiego Henryka Brzetysława, w którym poświadczono posiadanie przez zakonników kościoła targowego św. Wacława, wzniesionego przez kłodzkiego komesa Boguszę Brodatego, a przekazanego joannitom przez księcia Fryderyka i jego żonę Elżbietę. Pismo biskupie głosiło między innymi: „poświadczam wam (tj. joannitom) wieczne wolne posiadanie pod groźbą wyklęcia wszystkich, którzy temu uchybią”.
O rosnącym znaczeniu kłodzkiej komendy (liczącej w XIV w. aż 14 braci) świadczą odbywające się tu kapituły przedstawicieli śląskich komandorii. Pierwsza z nich, pod przewodnictwem wielkiego przeora Galla z Lemberku, odbyła się w 1354 r. Wyjątkowo wielu uczestników miała kapituła kierowana przez wielkiego przeora Siemowita w 1378 r., w której uczestniczyło aż 12 komturów. Niewiele wiadomo o późniejszych kłodzkich zgromadzeniach śląskiej kapituły w latach 1379 i 1382 pod przewodnictwem Siemowita oraz w latach 1391 i 1393 pod przewodnictwem Markolta z Vrutic. W tych, bez wątpienia bardzo kosztownych dla organizatorów spotkaniach, tradycyjnie uczestniczyli: wielki przeor, śląski namiestnik zakonu, komturowie poszczególnych komend oraz wieloosobowe świty, towarzyszące wszystkim wymienionym dostojnikom. W trakcie posiedzeń podejmowano decyzje dotyczące wewnętrznych spraw zakonnych, takich jak finanse, polityka kadrowa, planowanie inwestycji, rozpatrywano też skargi i konflikty dotyczące spraw personalnych, jak i poszczególnych komandorii.

## Dochody
Podstawą dochodów komandorii, nie tylko kłodzkich joannitów, były darowane przez donatorów i zakupione przez zakonników dobra ziemskie, obarczone dziesięciną wsie, renty i czynsze miejskie oraz częściowo dochody z kościoła parafialnego. Poszczególne placówki joannitów dysponowały też różnymi przywilejami książęcymi zapewniającymi dochody: prawo do połowu ryb, dochody z młynów, a nawet z karczmy.

## Konflikty międzyzakonne
W Kłodzku, w którym joannici dysponowali prawem patronatu nad kościołem farnym, tylko oni mieli prawo do grzebania zmarłych parafian. Ze względu na korzyści wynikające z owego przywileju próby przełamania monopolu joannitów podjęli, niedługo po swoim przybyciu do Kłodzka, franciszkanie. Do ostrego starcia doszło w 1274 r., kiedy to wspierający joannitów, kłodzcy mieszczanie wtargnęli do klasztoru minorytów, zabijając przy tym jednego z nielubianych w mieście zakonników. Dla rozstrzygnięcia kolejnego sporu konieczną stała się interwencja u samego papieża. W 1319 r. Jan XXII nakazał kłodzkim franciszkanom przestrzeganie prawa joannitów do pochówków parafian. Nie zakończyło to miejscowej „monachomachii”, bowiem w 1351 r. należne joannitom prawo sepultury starali się tym razem przełamać augustianie, a w 1409 r. komtur joannitów zmuszony został do postawienia straży dla zatrzymania ciała zmarłego mieszczanina, którego pochować chcieli franciszkanie.

## Donacje
Warto dodać, że nierzadko przedstawiciele bogatych rodów wybierali kościoły joannitów na miejsce wieczystego pochówku. W tym celu czynili nadania na rzecz kościoła lub fundowali ołtarze, pod którymi chcieli być pochowani. W takich przypadkach imię darczyńcy wpisywano do zakonnego nekrologu, a w kolejne rocznice jego śmierci odprawiano mszę za spokój jego duszy. I tak, na przykład, szczątki brata zakonnego Henryka von Zaschau pochowano w 1319 r. w kłodzkiej farze pod ufundowanym przez jego ojca ołtarzem. Podobnie Jan von Maltitz, który osobiście w 1322 r. ufundował tu ołtarz pod wezwaniem św. Marcina i Stefana, po zakończeniu żywota w 1359 r., został wpisany do nekrologu zakonnego, a jego zwłoki złożono pod ufundowanym ołtarzem. Bogaty kłodzki szlachcic Otto von Glaubitz w latach 1324–1332 przekazał joannitom jedną grzywnę na przygotowanie miejsca na nowy ołtarz, który uposażył 4 grzywnami czynszu. Jedna darowizna nie wykluczała drugiej, np. żona zmarłego w 1373 r. Jana Stojana przekazała farze czynsz na utrzymanie wiecznej lampki przed ołtarzem uprzednio ufundowanym przez małżonka.

## Odpusty
Wszystkie kościoły, także joannitów, starały się o przywileje odpustowe, które przyciągały wiernych, a zwłaszcza pielgrzymów. Fara kłodzka uzyskała w latach 1295 i 1299 odpusty czterdziestodniowe, z których przychody miały wesprzeć jej budowę i wyposażenie. W 1355 i powtórnie w 1359 r., wymieniona świątynia otrzymała odpusty (na 100 dni) w celu umocnienia rozwijającego się kultu maryjnego. Wychowany w Kłodzku, biskup praski Arnoszt z Pardubic na miejsce swego pochówku wybrał tutejszy kościół parafialny, a w swym testamencie umieścił hojny zapis na jego rozbudowę. Na jego koszt od r. 1352, w tymże kościele były odprawiane codzienne msze poranne adorujące Najświętszą Pannę Marię. Dla umocnienia kultu maryjnego w Kłodzku Arnoszt z Pardubic uzyskał od papieża prawo do 100 dniowych odpustów dla ich uczestników. Kolejnym dobroczyńcą był legat papieski Hieronim z Kuty, który zezwolił na udzielanie, tyluż dni, odpustu wiernym uczestniczącym w adoracji hostii w trakcie czwartkowych procesji. Po raz ostatni kłodzka fara uzyskała prawa do udzielania odpustów w latach 1491, 1500 i 1515, których celem było pozyskanych środków na budowę i wyposażenie kaplicy św. Jakuba.

## Oświata
Do połowy XIV wieku monopol na nauczanie dzieci w Kłodzku dzierżyli joannici, a istnienie szkoły parafialnej poświadcza zapis z 1310 r. Jej najważniejszym „absolwentem” był Arnoszt z Pardubic, późniejszy arcybiskup praski. Jednak otwarcie własnej szkoły przez przybyłych do miasta w 1350 r. kanoników regularnych, wywołało protest joannitów, którzy oskarżyli augustianów o naruszenie prawa. Spór rozstrzygnął Arnoszt z Pardubic przyznając rację joannitom. Jednak w roku 1365, jego następca Jan Oczko, zezwolił kanonikom na prowadzenie szkoły dla ustalonej liczby 16 uczniów, co odnowiło konflikt i spowodowało ostrą rywalizację o dzieci kłodzkich mieszczan sprzyjających w większości joannitom. Do zgody między zakonami doszło w 1460 r. w wyniku presji kłodzkiego starosty Jana z Warmsdorfu.
Podczas rewolucji husyckiej, kiedy to katoliccy duchowni uciekali z ziem czeskich opanowanych przez powstańców, schronienie w kłodzkiej komandorii znalazł, między innymi, opat z sąsiedniego Broumowa. W tym samym czasie do kłodzkiej placówki trafiło dzieło: Speculum saceratum Hermana z Westfalii, ponieważ jednak księgozbiory pozostawały w gestii wielkiego przeora prowincji, to w r. 1436 z rozkazu Wacława z Michalovic, kłodzcy joannici przekazali wszystkie zgromadzone tu księgi do komendy w Lwówku Śląskim.

## Szpital
Uzasadnione wątpliwości budzi, uznawany do niedawna za pewnik, fakt istnienia w Kłodzku szpitala joannitów. Stwierdzenie opiera się na wydanym w 1275 r., dokumencie biskupa praskiego Jana, który zezwala na budowę kaplicy przy istniejącym szpitalu. Czy jednak słowa: „magistro et fratribus hospitalis in Cladsk” mówiące o mistrzu i braciach z tego szpitala oznaczają rzeczywiście joannitów, jak dotychczas sądzono? Skądinąd wiadomo, ze druga połowa XIII wieku to okres, w którym powszechnie tworzono charytatywne świeckie bractwa, a określenie „mistrz i bracia” występuje w podobnym dokumencie z 1328 r. dla wrocławskiego szpitala Bożego Ciała i dotyczy świeckiego bractwa, którym kierował, wybrany spośród jego członków, magister. Dlaczego, cytowany dokument został wydany na prośbę wójta i mieszczan kłodzkich, a nie joannitów?
Wiadomo też, że kłodzki szpital znajdował się poza murami miasta, w dużej odległości od siedziby joannitów. Dlaczego fundacja zakonu nie została zlokalizowana w pobliżu jego siedziby? Podobne zastrzeżenia budzi fakt przejęcia przez joannitów, w styczniu 1300 r., obowiązku zaopatrywania w wino mszalne szpitala św. Jerzego. Gdyby szpital rzeczywiście był własnością joannitów to, od kogo mieliby przejąć, wspomniany wyżej, obowiązek? Trudno też podważać późniejsze informacje o kłodzkim szpitalu z XIV i XV wieku, które wyraźnie wskazują na jego zależność od władz miejskich i nigdy nie odnoszą się do joannitów.

## Siewcy trądu?
W literaturze dotyczącej historii Kłodzka powtarzane jest raczej bezpodstawne, a nawet krzywdzące joannitów stwierdzenie obwiniające ich o rozsiewanie trądu. Ilustruje to następujący cytat: „Najpierw pojawili się w Kłodzku zaangażowani w krucjaty joannici, potem zaś trędowaci. I taka była cena ściślejszych kontaktów z szerokim światem.”
Po pierwsze kłodzki szpital, który miał sprawować opiekę nad trędowatymi i chorymi, powstał prawdopodobnie przed komandorią joannitów, co przeczy sugerowanym związkom pomiędzy przybyciem braci zakonnych a pojawieniem się owej choroby. Po drugie tworzący komandorię zakonnicy przybyli z Pragi i raczej nie było wśród nich weteranów bojów na Ziemi Świętej. Zupełnie nowych argumentów dostarczyły niedawne molekularne badania szczątków kostnych pochodzących ze średniowiecznych cmentarzy państw środkowej Europy. Na przykład w Žatcu znaleziono szczątki kostne, w których wykazano obecność DNA prątków trądu (Mycobacterium leprae), co potwierdza występowanie tej strasznej choroby na ziemiach czeskich. Ustalono jednak, że chore na trąd osoby zmarły w drugiej połowie XI wieku, a więc na długo przed udziałem rycerzy Władysława II w krucjacie na Ziemi Świętej (1141–1142). Wynika stąd oczywisty wniosek, że trąd był chorobą endemiczną, która na ziemiach środkowej Europy występowała już przed krucjatami.
Historia kłodzkich joannitów, dobiegła swego kresu w okresie reformacji. Po rekatolizacji ziemi kłodzkiej, w XVII stuleciu, ich dobra przejęli jezuici. Nieliczne pamiątki po kłodzkich joannitach to: ufundowana w 1555 r. kaplica w kościele parafialnym Wniebowzięcia NPM (własność joannitów od 1344) oraz krzyż maltański z datą 1465 na wieży południowej i krzyż na chrzcielnicy (1517) we wnętrzu tegoż kościoła.